# 4038 Христина
4038 Христи́на (4038 Kristina) — астероїд головного поясу, відкритий 21 серпня 1987 року.
Тіссеранів параметр щодо Юпітера — 3,529.